# 타티아나 소로코
타티아나 소로코(영어: Tatiana Sorokko, 1971년 12월 26일 ~ )는 러시아 출생 미국의 모델이다. 러시아식 본영은 타티야나 니콜라예브나 소로코(러시아어: Татья́на Никола́евна Соро́кко)이다.